# Gugarq

Mapa de l'Armènia Major cap a l'any 150. Gugarq és al nord.

Gugarq o Gogarene fou una província o regió d'Armènia, al nord del país a la frontera amb Ibèria (Kartli). Els georgians l'anomenaven Somkhètia. La regió tenia al nord la Còlquida, Samtskhé, Tbilisi, Kakhètia i Aghuània (més tard Herècia); a l'est el Shaksen (a l'oest de la província d'Uti); a l'oest els territoris de tribus pòntiques d'arrel georgiana; i al sud (d'oest a est) el Taik (Tao) i l'Airarat (amb els districtes de Vanand, Aixots del sud, Nig i Varazhnuniq). La ciutats principals eren Tzurtav o Gadjenk i Kajatun o Tsunda. La principal fortalesa fou Shamshwilde. Fou també un principat de límits variables que al seu torn fou el nucli principal d'un vitaxat (marcgraviat) armeni. El principat i el vitaxat (de facto el mateix) van existir almenys entre el segle i aC i el segle viii.

## Districtes
Tenia els següents districtes:
- Klarjq o Katar (Calarzene) distribuït en les comarques de:
  - Mrul
  - Nigal
  - Shavsheth (Djavjètia)
  - Klarjq (Klardjètia) amb Tao
- Artahan (Ardahan)
- Aixots
- Javakh
- Trelq
- Kangarq
- Mangleatspor
- Kueshapor
- Sobopor
- Kolbopor
- Dzoropor
- Tashrats Sephakanutiun

## Història

### Nom de la marca
Agathangelos esmenta una marca fronterera armènia al nord del Aurarat governada per un Bdeashkh llatinitzat vitaxe amb el nom de Mask't'ac' koļmanēn. Es tractaria de la Marca Moschich o Meskhiana nom derivat del poble moschi o meskhi/muskhi que habitaven al sud-oest del regne d'Ibèria. Tres regions en els límits d'aquest regne, Tao, Calarzene (Cholarzene) i Gogarene, van ser conquerides pels Artaxíades armenis que van formar amb elles una marca al nord del regne d'Armènia. El vitaxe o marcgravi era el príncep de Gogarene. Se la va anomenar marca Moschic (o Moschich) i va ser el baluard contra els regnes d'Ibèria i Albània (Aghuània).Com que el governant general era el príncep de Gogarene, sovint s'esmenta també com a Marca de Gogarene.

### Gogarene dins la marca
La marca incloïa altres territoris i diversos principats. El vitaxe de Gogarene és el primer amb aquest càrrec que apareix a les fonts i, en general aquests vitaxes estan millor documentats que altres d'altres marcgraviats (la Marca Siriana, la Marca Aràbiga i la Marca Mèdia); la línia de vitaxes i prínceps va sobreviure als altres en uns tres segles, desapareixent de la història al segle viii.

### Els vitaxes i el seu títol
Aquests dinastes apareixen a les fonts sota diversos títols. Les inscripcions d'Armazi els titulen simplement "vitaxe". Els documents del cicle gregorià es refereixen a ells com a "Príncep del país de Gogarene, o com "L'altre Vitaxe" o "Príncep de la terra de Gogarene que també té la dignitat de vitaxe". El títol de 'L'altra Vitaxe' va existir perquè hi havia un marcgravi que s'anomenava Gran Vitaxe i governava la marca Aràbiga. Es podria suposar que la cort d'Armènia havia intentat arranjar quan fos possible el delicat problema de la precedència entre els quatre vitaxes iguals. Així, mentre que el primer i el segon tetrarca, el de Medià i el de Síria, no tenien qualificacions addicionals, el tercer, l'àrab, es deia "Gran" i l'últim, el d'Ibèria, "L'Altre". Faust l'anomena "Vitaxe de Gogarene". Aquesta marca armènia-georgiana sembla haver estat anomenada "Ibèria" pels armenis i "Armènia" pels georgians. Faust anomena al marcgravi com a Vitaxe d'Ibèria o príncep d'Ibèria; aquest títol sembla que el portava el vitaxe Arshusha II (vers 451); una mica abans (vers 425) apareix com a vitaxe Ashudha, que podria ser el mateix personatge. El títol de vitaxe d'Ibèria apareix en diversos documents així com el de vitaxe d'Armènia. Una titulació similar a l'Altra Vitaxe apareix a les inscripcions d'Armazi, però només amb relació a un personatge de nom Zeuaches, en dos esteles, una en armazic i una en grec, commemoratives de la seva filla; en la inscripció grega es diu que el seu consogre era Publicius Agrippa i que era vitaxe; no obstant sembla un cas de cooptació o de govern conjunt i el títol equivaldria a Vitaxe jove o menor o co-vitaxe.

### Origen farnabàzida de la marca
A la frontera d'Ibèria van existir una sèrie de marques del regne d'Ibèria durant la dinastia Farnabàzida quan eren vassalls dels selèucides establertes per ajudar el reis a comprovar la fortalesa o debilitat de la primera monarquia armènia dels Oròntides. Els farnabàzides volien controlar l'aristocràcia dinàstica a través de l'establiment de marques (amb el títol de mthawar equivalent a ducat) al llarg de la frontera armènia i aquests ducats foren de fet marcgraviats reials d'Ibèria igual que els vitaxats ho eren del rei d'Armènia. Els ducats fronterers d'Ibèria estaven formats tant per terres habitades pels ibers o georgians com per altres terres annexes.
Quatre ducats, en particular, es van afrontar a Armènia al nord. El primer, a l'oest, a la vall d'Acampsis, fou el territori recent adquirit de Cholarzene (Calarzene o Klardjètia) que es va organitzar juntament amb el Tao, una altra adquisició (que va formar el seu bastió meridional); a l'est, a la vall alta del riu Cyros, i format per les terres ibèriques de Javakhètia, Artani i Kola, hi havia el ducat de Tsunda. Encara més a l'est, amb la terra ibèrica de Gachiani i dos comarques armènies (de Gogarene), Taixir i Aixots, es va formar el ducat de Shamshwilde o Šamshvilde; i al nord-est d'aquest, el territori de Gardabani va constituir el ducat de Khunani que afrontava a Armenia i a Albània (Aghuània). Els noms dels últims tres ducats derivaven de les seves principals fortaleses. Aquesta línia de ducats fronterers es va completar, a l'oest, amb el ducat d'Odzrkhe que afrontava amb la Còlquida i, a l'est, pel ducat de Kakhètia, que afrontava amb Albània (Aghuània).

### La Marca sota els artàxides
Al segle ii abans de Crist, el canvi de l'equilibri de poder en la Mediterrània oriental en relació amb la decadència dels selèucides i l'arribada de Roma a la zona va provocar l'auge de la poderosa segona monarquia armènia dels Artaxiàdes o Artàxides; i això, al seu torn, va suposar un canvi a la frontera entre Armènia i Geòrgia (Ibèria). Alguns territoris farnanàzides van passar sota el control dels Artaxiàdes: Tao i Calarzene, Aixots, Taixir i Kola, i una part almenys de la Javakhètia i l'Artani. Estrabó, que registra aquests canvis, parla de Tao i de Calarzene i a la resta la anomena conjuntament com Gogarene. Com que Estrabó parla de Gogarene dient que anava a través del Cyrus des del Tao i Cholarzene, això implicaria que els Artaxiàdes van haver d'adquirir també les terres armènies de Taixir (Taixir) i Aixots, i així mateix les terres purament ibèriques de Javakhètia, Artani i Kola, al menys en part. Gogarene també incloïa terres que mai no havien deixat de ser armènies, especialment les valls dels tres afluents meridionals del Cyrus que separaven Ibèria d'Albània/Aghuània: el Tsobapor (la vall del Berduji-Debeda), Kolbapor (la vall de l'Inja), i Dzorapor (la vall de l'Aqstafa), així com Kangark, al sud del Taixir. En conseqüència, la marca del nord, o Marca Moschic, creada pels Artaxiàdes, incloïa els principat armenis de Gogarene (compost per les tres valls i l'Aixots, Taixir i Kangark) i porcions del ducat ibèric de Tsunda.

### La Marca retorna a Ibèria
El primer segle després de Crist va veure un debilitament d'Armènia, que va ser disputada de manera violenta entre imperis rivals i veïns; el vitaxat va passar sota la influència política d'Ibèria, que, just en aquella època, va tenir un paper considerable en els assumptes armenis. Per aquest motiu, les inscripcions d'Armazi mostren als vitaxes com a vassalls dels reis d'Ibèria; aquestes inscripcions pertanyien a la necròpolis dels vitaxes (descoberta el 1940) que estava situada a prop d'Armazi-Kartli, la ciutat sagrada del poble ibèric. Es segur que al mateix temps que es produïa l'acceptació pels vitaxes armenis de la sobirania ibèrica, el vitaxat va perdre els territoris purament ibèrics que posseïen del ducat de Tsunda (Javakhètia, Artani i Kola).

### Ressorgiment armeni sota elsarsàcides
No obstant, amb el ressorgiment de la monarquia armènia sota els arsàcides, es va fer una nova reversió de la situació i els documents del cicle gregorià, així com Faust, mostren els vitaxes del Nord altre cop dins del regne de l'Armènia Major. El Vitaxat, a més, sembla haver estat engrandit en la transacció a costa d'Ibèria, no només a través de l'addició altre cop de parts del Ducat de Tsunda, sinó també per l'addició del ducat de Cholarzene. Amb això, el nom de Gogarene va adquirir una segona i més àmplia significació de Vitaxat, en contradicció amb l'estret sentit anterior de Principat, ja que va incloure a més, també Cholarzene, Javakhètia i Artani. La tradició històrica armènia va conservar el record de la dinastia dels vitaxes d'aquests primers temps sota el nom de casa de Gushar, una branca de la dinastia divina del mític primogènit dels armenis, Haik, mentre que els registres d'Armazi revelen els noms de alguns dels vitaxes Gushàrides
La situació va durar fins fins al segle iv, quan es va produir un nou canvi.

### Gushàrides i Mihrànides
Juntament amb els altres tres Vitaxats, el de Gogarene va trencar els seus lligams d'adscripció feudal amb la monarquia armènia el 363, passant de nou sota influència d'Ibèria. Tot i que momentàniament es va esforçar per tornar a la seva antiga lleialtat el 371, Gogarene definitivament fou perduda el 387. El canvi de sobirania va ser gairebé simultani amb un canvi de dinastia. Els gushàrides de Gogarene sembla que es van extingir al morir els seus representants en les lluites del 371 i foren substituïts com a vitaxes i prínceps per una nova dinastia representada per Peroz (Firuz), parent i gendre del primer rei cristià d'Iberia, Sant Mirian (Mirian III d'Ibèria també esmentat com Maruan o Mirvan III, en llatí Meribanes).
Mirian i Peroz van encapçalar dues línies de la casa de Mihr, una de les "set grans cases" de l'imperi persa. Va ser, de fet, la victòria dels sassànides en la seva lluita amb el que quedava al Caucas dels arsàcides, lluita que es va concretar en l'adquisició de diversos trons caucàsics per diverses línies dels Mihrànides, amb els que les connexions amb els arsàcides eren ben contrarestades per la seva lleialtat i el seu parentiu amb els grans reis sassànides. Una línia mihrànida havia arribat una mica abans al tron d'Ibèria però va frustrar el propòsit iranià al acceptar Mirian III el cristianisme; un altre va arribar al govern de Gogarene, amb Peroz, que també es va convertir en cristià; i finalment un altre va substituir l'antiga dinastia al principat armeni de Gardman. La convergència de diversos fets i tradicions no permet dubtar de l'origen mihrànida de les cases d'Ibèria, Gogarene i Gardman. Primer, hi ha les dades onomàstiques: els Mihrànides ibèrics, o els Cosròides, tal com són coneguts per la tradició històrica nacional d'Ibèria i els Mihrànides de Gardman, van manifestar una predilecció pels noms vinculats amb el déu Mithra, que possiblement era objecte d'un culte familiar pels Mihr iranians. En conseqüència, la genealogia dels Cosròides mostra no menys de vuit personatges que porten aquests noms teòfons pagans. I la dinastia del Gardman, per la seva banda, va afirmar que descendia d'un Mihran, que suposadament era pare del Gran Rei Còsroes II i, més important encara, va portar el cognom dinàstic de Mihrakan, que no és altra cosa que l'equivalent de «Mihrànida». En segon lloc, les tres dinasties d'Iberia, Gardman i Gogarene van reclamar un origen sassànida, que hauria d'haver estat el que va permetre imposar-se als Mihrs a Caucàsia. Així doncs, el fundador dels Cosròides, Sant Mirian, fou fill d'un Gran Rei que la tradició anomena com a Còsroes però que per cronologia només podria ser Bahram II; el fundador de la Casa del Gardman fou, com s'acaba de dir, alhora un Mihrànida i membre de la família del Gran Rei; i, finalment, els vitaxes de Gogarene, igualment, es van atribuir a si mateixos un origen sassànida. Això és clar no només pel fet que el seu fundador Peroz es deia que era parent de sant Mirian i membre de la família del Gran Rei, sinó també de la titulació que es mostra a les inscripcions d'Arshusha II (vitaxe vers 451) i algun altre indici que aquí no té cabuda.
El Vitaxe Papak de la inscripció de Paikuli, pel nom se sap que no era un caucasià sinó un iranià i amb tota probabilitat un membre de la casa imperial, ja que en aquesta inscripció precedeix al primer ministre d'Iran mentre que els marcgravis armenis i georgians mai no van tenir un rang tan elevat a la cort persa. Herfeld considera a Papak alhora un príncep sassànida (un germà del Gran rei Narses de Pèrsia), un vitaxe de Gogarene i un rei d'Ibèria i va identificar a Papak amb Sant Mirian suposant que el rei portava un nom diferent per la teoria que la seva mare podria haver estat una princesa Mihrànida, però la hipòtesi no sembla sòlida.
L'estat que governaven els Mihrànides de Gogarene diferia una mica des del punt de vista geogràfic de l'estat que anteriorment havien governat els Gushàrides. Les terres ibèriques del Vitaxat, la Cholarzene i parts del ducat de Tsunda, van tornar a la corona d'Ibèria després del retorn de Gogarene a la sobirania ibèrica el 363 o el 387. Tanmateix, els Mihrànides de Gogarene van veure compensades aquestes pèrdues pels seus cosins ibèrics amb la cessió del sud-est del ducat de Shamshwilde (on es trobava la seva capital de Tsurtavi), la part sud del Khunani i la terra de Trialètia.
Dues terres bàsicament gogarenes, Dzorapor amb el gran castell d'Hnarakert i Kolbapor, havien estat convertits abans del 342 en principats separats i el 363, juntament amb Gogarene van trencar els lligams feudals amb el rei d'Armènia, passant a l'esfera d'Aghuània. Cal suposar que les dues cases de prínceps eren branques secundaries dels Gushàrides, però mai van estar en disposició de disputar la legitimitat als Mihrànides, per la combinació del seu petit poder amb el suport del Gran Rei i d'Ibèria de que gaudia la nova dinastia de Gogarene. Aquest dos estats, la història dels quals es desconeix, ja havien estat absorbits per Gogarene el segle VII però havien passat a Gardman al segle viii. A la meitat del segle v, altres dos territoris gogarens, el Taixir i l'Aixots van esdevenir, al seu torn, principats separats, segurament a mans de línies secundàries mihrànides; Taixir es va reincorporar a la Gogarene el segle VII i l'Aixots va seguir el mateix camí al segle viii.
La història de Lleonci de Ruisi es refereix a la conversió al cristianisme de Peroz i dels seus homes. No és clar si Lleonci parla només de Peroz i la seva cort iraniana o del rei arrossegant tota la població de la Gogarene. Això pot significar una de diverses coses: que Lleonci parla només de la versió con de Peroz i del seu comitè iranià, o si té la gent de Gogarene al cap. Alguns pensen que està parlant de la conversió d'Armènia amb Gregori l'Il·luminador, un fet de mig segle abans, en què, segons els documents del cicle gregorià, el llavors vitaxe gushàrida va participar però sense implicar molts dels seus homes.

### Final de la dinastia Mihrànida
El final de la dinastia Mihrànid a Gogarene va arribar a finals del segle viii. Els esdeveniments d'aquell temps van provocar l'extinció de la dinastia mihrànida. Primer els guaràmides el 786 amb Esteve III d'Ibèria, i després, el 807, els cosròides amb Juanxer I de Kakhètia. La casa de Gogarene es va extingir poc després i l'herència va recaure amb els Bagràtides amb els que havia enllaçat per matrimoni i que al segle UX també van recollir l'herència dels guaràmides i cosròides.

### Bagratides de Gugarq o Gogarene
Vers el 786 els bagràtides (armeni Bagratuní) van adquirir el Gugarq o Gagarene i es van estendre per les zones a l'oest on van anar ocupant el poder a la regió rebent el títol de curopalates romans d'Orient; els bagràtides s van georgianitzar perdent les seves arrels armènies. Aquesta regió va ser el centre del Curopalatinat de Klardjètia i després Curopalatinat de Kartli. A la resta es va anar imposant el domini dels prínceps d'Armènia després reis.
Abans del 885 Asoci I el Gran Mzed havia donat el govern de Kars (Vanand) i Gugarq central al seu germà Abas, sparapet d'Armènia. Abas es va absentar el 888 i durant la seva absència es va revoltar la província de Gugarq. Fou Simbaci, fill d'Asoci Mzed qui va sufocar la revolta.
El 904 el príncep Constantí d'Abkhàzia (que governava a Mingrèlia) va intentar conquerir Gugarq, que reconeixia la sobirania del rei armeni. Això va suposar el trencament entre Simbaci I el Màrtir i Constantí, abans en bones relacions. Adarnases dels Kartvels i curopalata de Klardjètia va prendre partit per Simbaci i va fer presoner a Constantí durant unes negociacions, i el va tancar a Aní.
Ocupat pels sadjides vers el 912, fou alliberat vers el 916 per la resistència nacional encapçalada per Asoci II el Ferro. Asoci el 922 va anar al Gugarq a reduir la fortalesa i regió de Shamshwilde (al districte de Trelq), possessió dels germans Vasaces i Asoci Gentuni, que s'havien fet independents vers el 914. Els dos germans van demanar ajut als muntanyesos de la regió i a l'emir de Tbilisi (situat al nord-est). Aquestes forces van sorprendre l'exèrcit reial i el van derrotar a Askureth, però els reialistes van reaccionar i finalment van aconseguir la victòria en una segona batalla al mateix lloc. El resultat no devia ser prou clar perquè els dos rebels es van sotmetre però el rei els va perdonar. No gaire després es va produir una nova rebel·lió de Vasaces Gentuni a Shamshwilde, amb l'ajut de Jordi d'Abkhàzia. Vasaces va cedir la fortalesa al príncep Abkhaz a canvi d'un altra a Mingrèlia, però els defensors de la fortalesa, en veure aparèixer a Jordi van pensar en un parany i no el van deixar entrar i van demanar que Vasaces (que havia sortit per rebre'l) entrés sol. Jordi va pensar que això era un parany i va atacar la fortalesa. Els assetjats van demanar ajut al rei Asoci i quan el rei va arribar Jordi i els seus van fugir amb Vasaces com a ostatge. Tanmateix, la fortalesa tampoc va voler que entrés el rei doncs era extremament lleial a Vasaces. Jordi assabentat del que passava va enviar un missatge a la fortalesa oferint alliberar a Vasaces si l'entregaven i si no el matarien. Els defensors van deixar entrar tres-cents abkhaz a la fortalesa que quan van ser dins la van ocupar i la guarnició es va refugiar a la ciutadella i van cridar altra vegada al rei. Aquest que era a la vora va acceptar i li van obrir les portes, i els 300 foren massacrats i el sobrevivents cegats.
En les successives particions del regne la part occidental (el Vanand) va quedar inclòs al regne de Kars (961), la part central al nord de Shirak va quedar dins el regne d'Aní (961) i la part oriental (Taixir) fou donada en feu vers el 972 a un fill del rei d'Aní i va derivar en el regne de Taixir (capital Lorí) governat pels reis korikain de Lorí.